# Kita Nord
Kita Nord è un comune rurale del Mali facente parte del circondario di Kita, nella regione di Kayes.
Il comune è composto da 8 nuclei abitati:
- Baliani
- Dialafara
- Manako I
- Manako II
- Minsinkouroula
- Noumoubougou
- Sibikili (centro principale)
- Toumoudala